# Остров Ушакова
О́стров Ушако́ва находится в северной части Карского моря в Северном Ледовитом океане, между Землёй Франца-Иосифа и Северной Землёй. Площадь 328 км². Максимальная высота 350 м над уровнем моря. Ближайшая суша в 140 км на юг (остров Визе). Покрыт льдом. Административно входит в состав Красноярского края.
Открыт и назван в 1935 году советской экспедицией на ледоколе «Садко» в честь исследователя Арктики Георгия Ушакова. Поскольку погода была туманная, близость острова участники экспедиции предположили по молодому возрасту встречавшихся айсбергов. Было отмечено направление, вдоль которого встречаются всё более молодые айсберги, и в конечном итоге открыт полностью покрытый льдом остров. По определению участника экспедиции Н. Н. Зубова, остров Ушакова является одним из «островов — ледяных шапок»:106. Полярная станция на острове была создана в 1954 году и просуществовала до конца 1980-х. В 2001 году на острове была экспедиция, о заброшенной метеорологической станции напоминали два вмороженных в лёд домика.
В сентябре 2019 года комплексная экспедиция «Архипелаги Арктики-2019: Северная Земля» обнаружила, что с острова пропала бывшая полярная станция — все строения станции откололись вместе с айсбергом. Вместе со станцией исчезла и небольшая колония морских птиц — моёвок и белых чаек, которые гнездились на брошенных строениях.